# Grängsbo lillkyrka

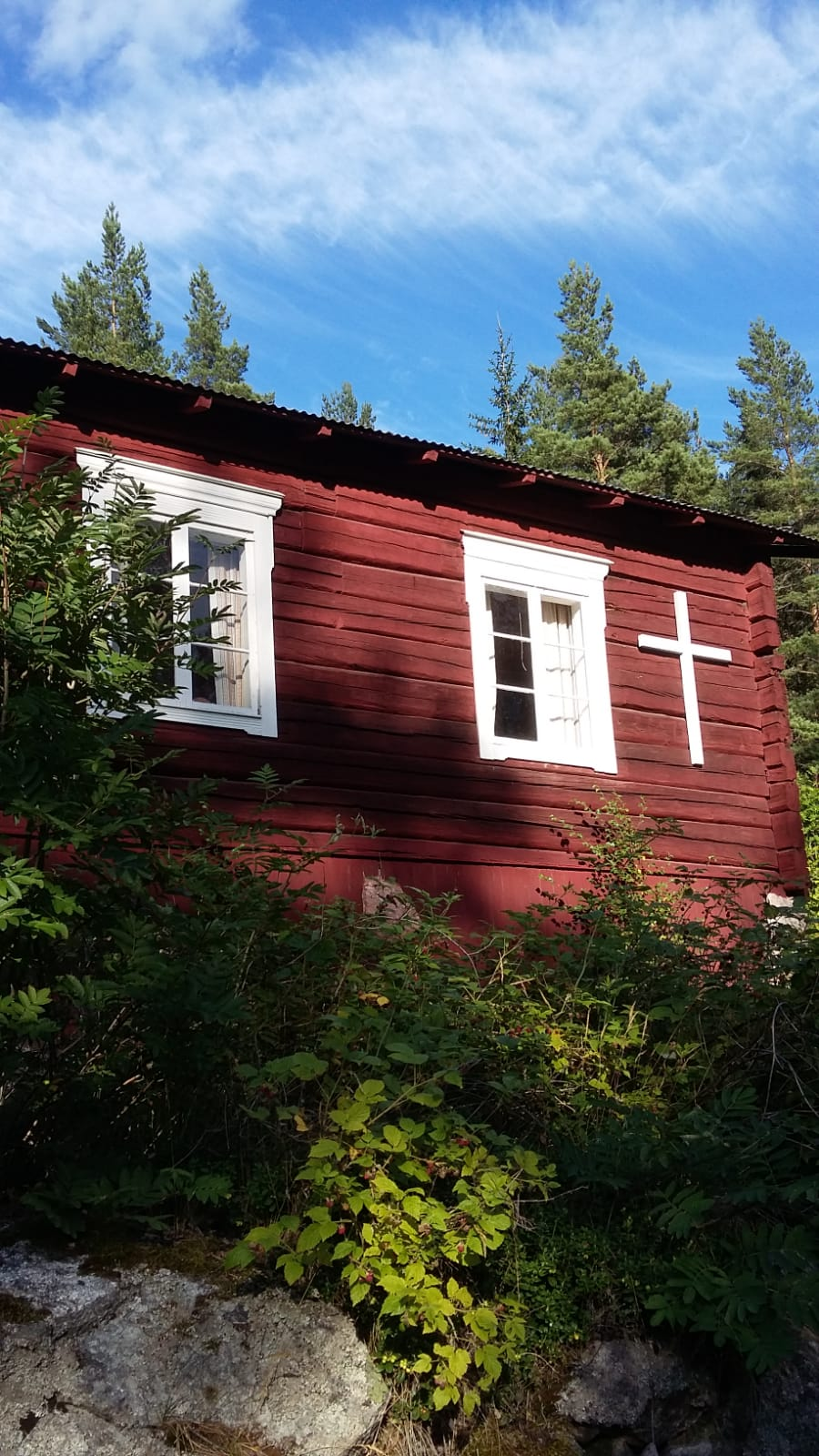

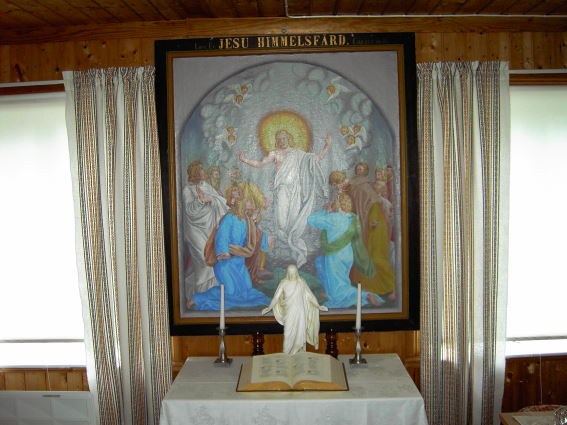
Altartavlan

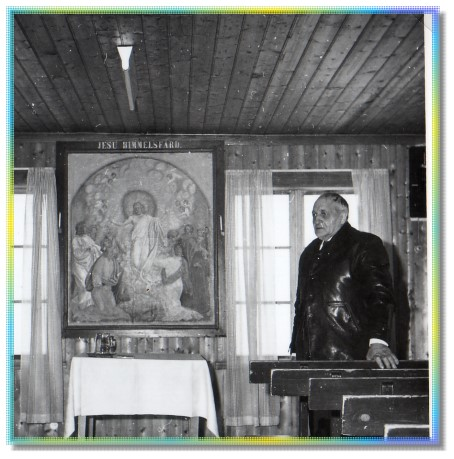
Jonas Arvid Jonsson 1969

Grängsbo lillkyrka är en kyrka i byn Grängsbo i Alfta-Ovanåkers församling och fungerar som ekumenisk gudstjänstlokal. Kyrkan har blottade rödmålade timmerväggar.

## Historik
- 1925 Köptes en timmerbyggnad i Tälningsbo som med häst fraktades till Grängsbo.
- 1927 Tomtmark för det blivande kapellbygget inköptes.
- 1932 Kapellet invigdes av kyrkoherde Sigurd Andersson.
- 1962 Invigning av kyrkklockan av prosten Gunnar Liljestrand.
- 1973 Invigning av en ny klockstapel av kyrkoherde Rune Sannerman.

Kyrkplatsen som ligger vid berget Skinnsäcken köptes in av förre bonden och elektrikern Jonas Arvid Jonsson (1889-1975). 1931 flyttades en gammal byggnad från en fäbodvall till platsen och invigdes 1932 som kyrka. När Jonas Arvid Jonsson avvecklade sin elinstallationsfirma hade han kvar en mängd skrot som överlämnades till Bergholtz klockgjuteri i Sigtuna. Av skrotet blev en klocka som invigdes 1962. Klockstapeln bredvid kyrkan uppfördes 1972. Altartavlan är målad av Olov Lindblom och föreställer Kristi himmelsfärd.
https://www.google.de/maps/place/Grängsbo+Lillkyrka/@61.3243809,15.9103301,16.89z/data=!4m5!3m4!1s0x0:0xeeb454f48d7a2671!8m2!3d61.324381!4d15.9103301?hl=de

### Webbkällor
- Uppgifter från Riksantikvarieämbetets byggnadsregister